# De temporum ratione
De temporum ratione (en català Sobre el còmput del temps) és un tractat de l'era anglosaxona escrit en llatí pel monjo de Northúmbria Beda en 725. El tractat inclou una introducció a la visió antiga i medieval tradicional del cosmos, incloent-hi una explicació de com la terra esfèrica influïa en la llargada canviant de la llum del dia, de com el moviment estacional del Sol i Lluna influïa en l'aparició canviant de la Lluna nova al crepuscle, i una relació quantitativa entre els canvis de les marees en un lloc donat i el diari moviment de la lluna.
De temporum ratione descriu una varietat de calendaris antics, incloent-hi el Calendari germànic El focus de De temporum ratione era càlcul de la data de Pasqua, per la qual Beda descrivia el mètode desenvolupat per Dionís l'Exigu. De temporum ratione també donava instruccions per calcular la data de la lluna plena de Pasqua, per calcular el moviment del Sol i Lluna a través del zodíac, i per a molts altres càlculs referits al calendari.